# Danmark/Denmark (album)
Danmark/Denmark – czwarty studyjny album duńskiego zespołu Nephew, wydany w 2009 roku przez wytwórnię Copenhagen Records.

## Lista utworów[1]
1. „D.T.A.P.” – 3:30
2. „007 Is Also Gonna Die” – 4:31
3. „Police Bells and Church Sirens” – 5:11
4. „Sov For Satan Mand” – 3:36
5. „Danmark Man Dark” – 2:43
6. „Gong Gong” – 3:27
7. „Det Her Sker Bare Ikk'” – 4:45
8. „Va Fangool!” – 3:46
9. „Descendants Of King Canute” – 4:10
10. „Focus On The Sound” – 4:49
11. „New Year's Morning”[1][2] – 4:15
12. „Hurra” – 6:03

## Twórcy[1]
- Simon Kvamm – śpiew, klawisze
- Kristian Riis – gitara, chór
- Kasper Toustrup – gitara basowa
- Søren Arnholt – perkusja, chór
- René Munk Thalund - klawisze